# They-sous-Vaudemont
They-sous-Vaudemont è un comune francese di 14 abitanti situato nel dipartimento della Meurthe e Mosella nella regione del Grand Est.

## Società

### Evoluzione demografica
Abitanti censiti